# ロデリック・アリアス
ロデリック・アリアス（Roderick Arias, 2004年9月9日 - ）は、ドミニカ共和国サン・ペドロ・デ・マコリス州サンペドロ・デ・マコリス出身のプロ野球選手（遊撃手）。右投両打。MLBのニューヨーク・ヤンキース傘下所属。

## 経歴
2021年の海外アマチュア・フリーエージェント市場で注目を集め、MLB公式サイトが発表したインターナショナル・プロスペクトランキングで全体1位にランクインした。
2021年9月にはニューヨーク・ヤンキースと契約する見込みであることが報道され、2022年1月15日にヤンキースと総額400万ドルで正式契約を結んだ。
2022年は怪我のためやや出遅れたが、7月にルーキーリーグであるドミニカン・サマーリーグ（DSL）のドミニカン・サマーリーグ・ヤンキースでプロデビュー。32試合に出場して打率.194、3本塁打、11打点、10盗塁の成績を残した。